# 신진자동차공업
신진자동차공업(新進自動車工業, Shinjin Motor Company)은 1955년 설립된 신진그룹의 자동차 회사로, 한국GM의 전신이다. 외환사정의 악화로 SKD부품수입이 도입금지된 1963년 5월 새나라자동차가 문을 닫고 경기도 부평(현재 인천광역시 부평구)에 있던 새나라자동차의 현대식 자동차 조립공장은 1965년 김창원씨의 신진공업으로 소유주가 넘어가게 되었다. 이후 신진자동차로 사명을 바꾸고 토요타 자동차와 제휴해 자동차를 생산하기 시작하려고 했으나 토요타가 1972년에 중일 수교에 따른 저우언라이 4가지 원칙을 따라 한국에서 철수 파기하면서 계획은 공중분해되고 GM과 제휴하였다.

## 역사
1965년에 새나라 자동차를 인수한 신진공업은 1966년에 상호를 신진자동차로 바꾸고 일본 토요타 자동차와 기술제휴로 국산화율 20% 수준의 코로나, 크라운, 에이스, 퍼블리카, 랜드크루저 픽업, 토요타 중형 트럭, 토요타 DB100C 중형 버스, 이스즈 BR20 대형 버스, 대형 히노 TC 트럭, 히노 중형 트럭, 히노 RC320TP 고속버스를 생산하였다.
1972년에 토요타 자동차가 중국에 진출하기 위해 신진자동차와 제휴를 청산하자 신진자동차는 제너럴 모터스(GM)와 합작으로 GM코리아를 설립 했다. GM코리아는 1972년에 '시보레 1700', '카미나', '캬라반', '레코드 1900', 중형 GMC C 시리즈 트럭, 이스즈 TDX50E 트럭, 이스즈 TX 트럭, 새마을 픽업 등을 양산하였고, 한국측 지분을 산업은행이 인수하여 1976년 11월 새한자동차로 회사명을 변경하였다. 이후 1978년에 산업은행의 보유지분을 대우그룹에 넘기고 제너럴 모터스와의 경영권 문제가 해결됨에 따라 1983년 1월부터 대우자동차(현재 한국GM)가 출범하였다.
그러나 신진자동차의 계열사였던 신진지프자동차는 신진자동차로 이름을 개명하고 다시 1981년에 ㈜거화로 바꾸고 코란도를 1983년에 출시하였으나, 회사 내부 갈등으로 흑자 도산을 일으켜 코란도를 동아자동차(현 쌍용자동차)에게 넘기는 계기를 맞았다.

## 신진 모델

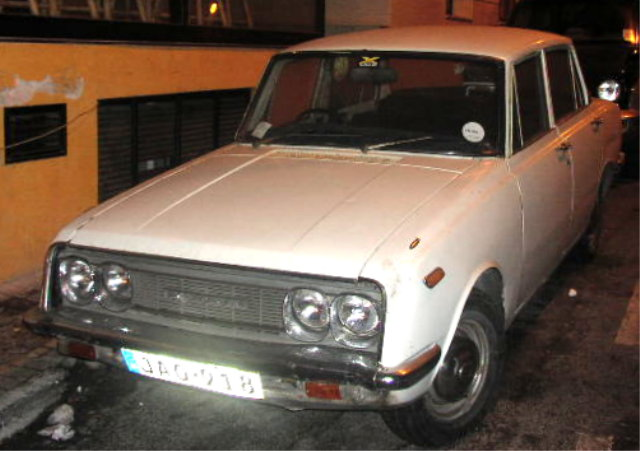
신진 코로나 1500 Shinjin Corona 1500 1966–1972
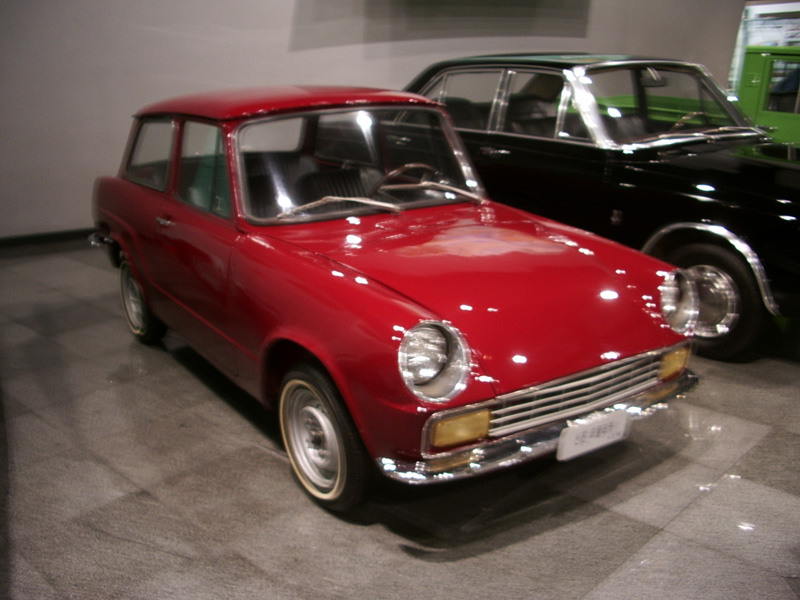
신진 퍼블리카 Shinjin Publica 1967–1971
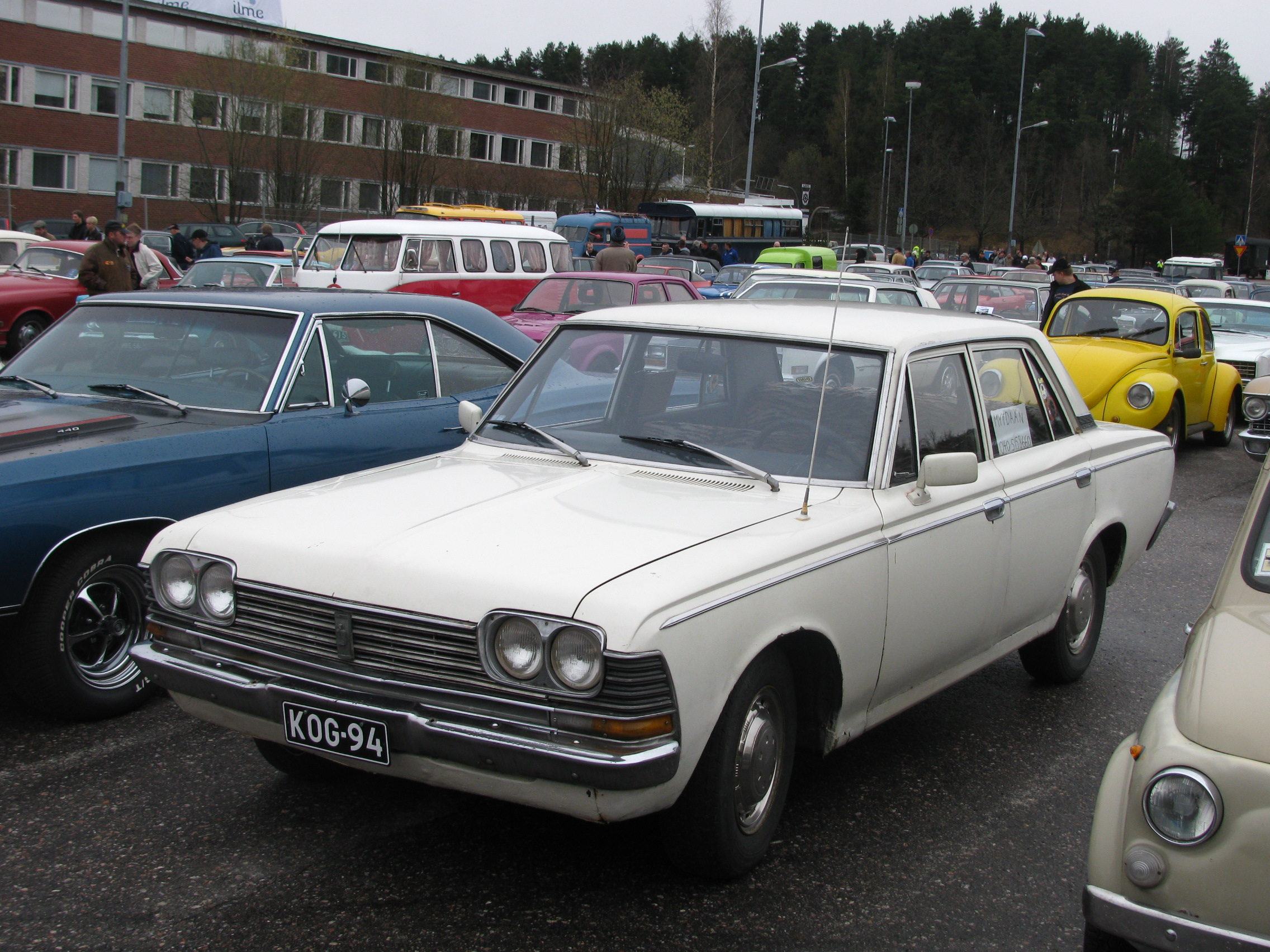
신진 크라운 Shinjin Crown 1967–1970
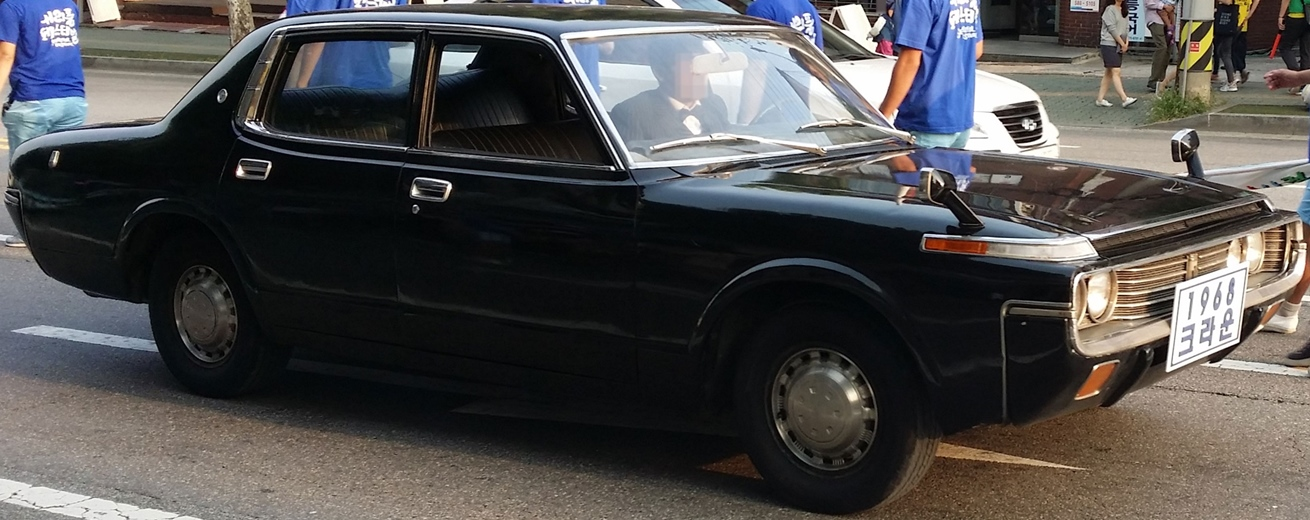
신진 뉴 크라운 Shinjin New Crown 1971–1972

## GMK 모델

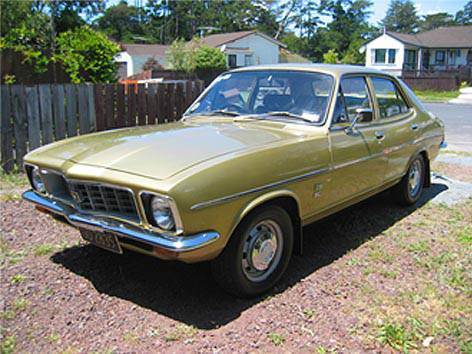
시보레 1700 Chevrolet 1700 1972–1978
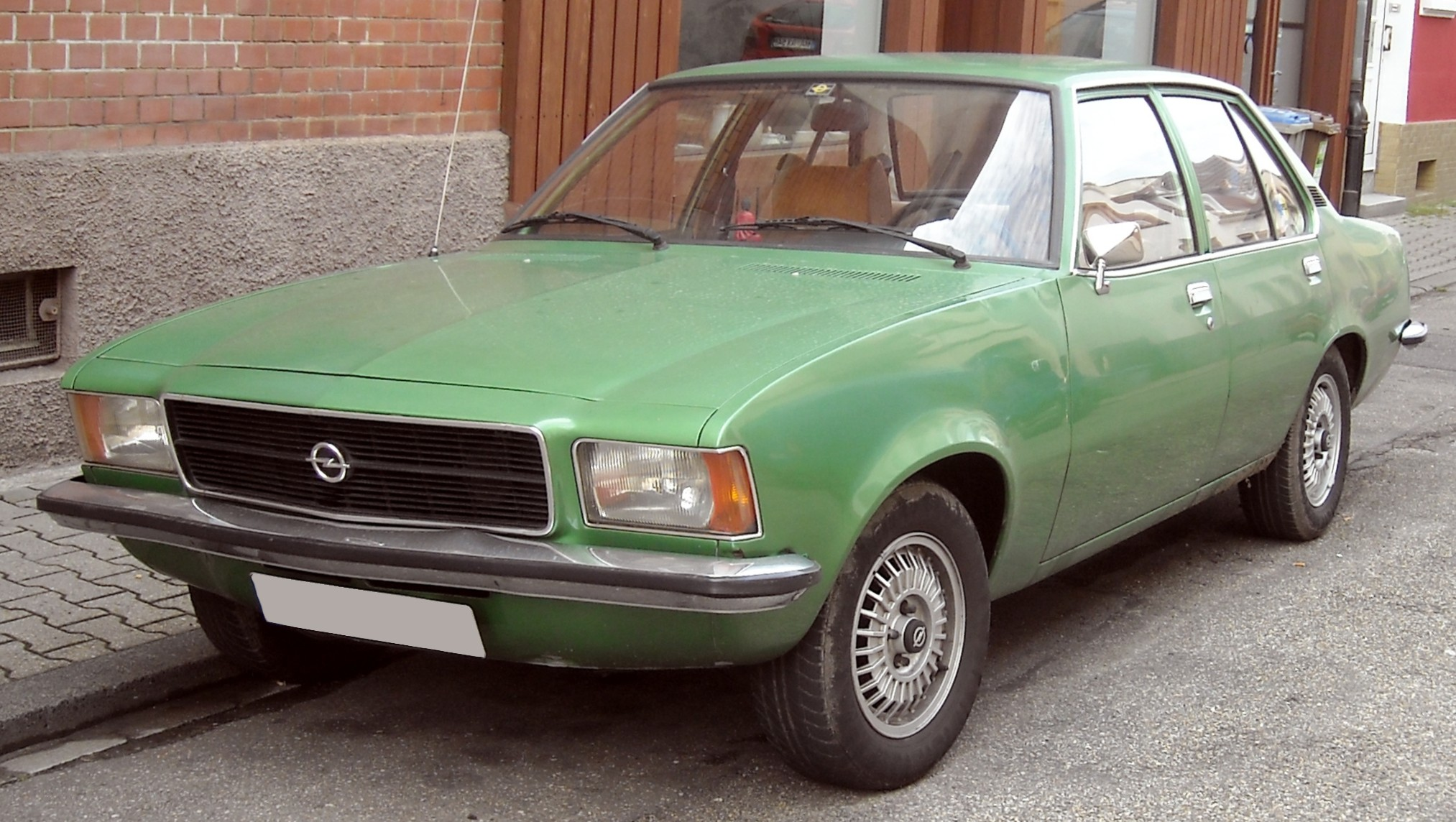
GM코리아 레코드 1900 GM Korea Rekord 1972–1978
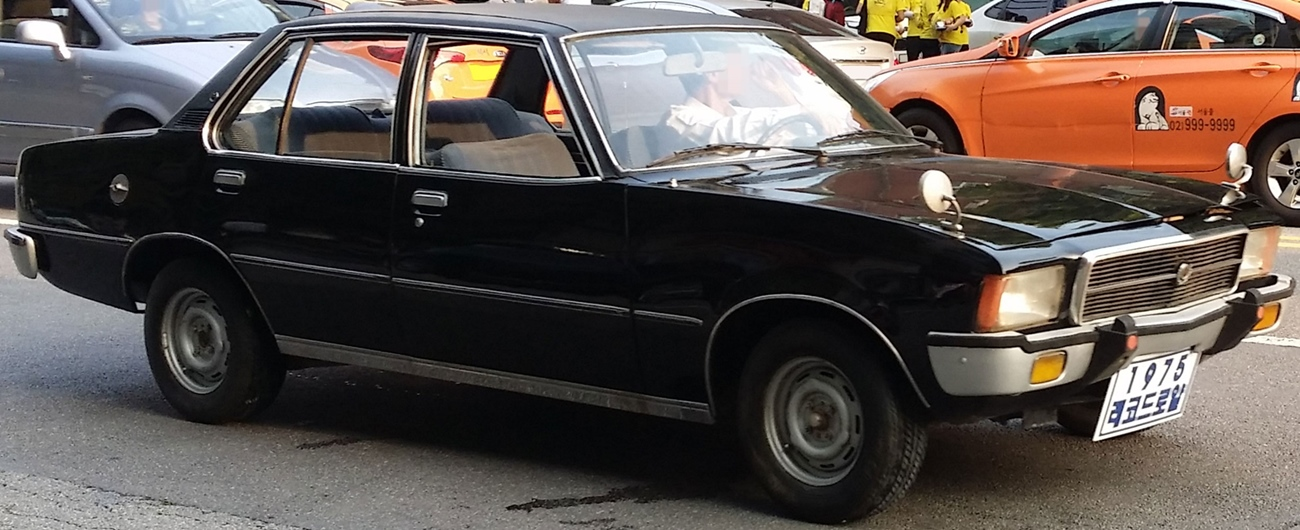
GM Korea Rekord Royale 1975–1978